# 1739 en arts plastiques
| Années des arts plastiques : 1736 - 1737 - 1738 - 1739 - 1740 - 1741 - 1742    |
| Décennies des arts plastiques : 1700 - 1710 - 1720 - 1730 - 1740 - 1750 - 1760 |

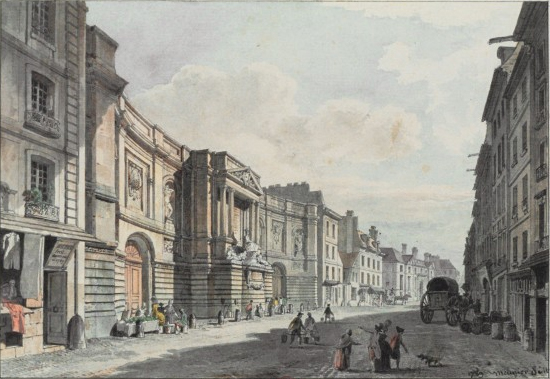
Fontaine « des Quatre Saisons », rue de Grenelle, à Paris), sculpture de Edmé Bouchardon - dessin de 1789.

Cette page concerne l'année 1739 en arts plastiques.

## Naissances
- 23 février : Pierre Adolphe Hall, miniaturiste suédo/français († 15 mai 1793),
- 17 août : Esprit Antoine Gibelin, peintre et archéologue français († 23 décembre 1813),
- 18 septembre : Jean-Jacques Lagrenée, peintre d’histoire, dessinateur et graveur français († 13 février 1821),
- 9 décembre : Ignaz Ablasser, peintre autrichien († 8 mars 1799),
- ? :
  - Santo Cattaneo, peintre italien († 1819),
  - Antonio Concioli, peintre italien († 28 novembre 1820),
  - Giuseppe Maria Terreni, peintre italien  († 1811),
  - Étienne Théolon, peintre français († 10 mai 1780),
  - Giuseppe Troni, peintre de la cour portugaise d'origine italienne († 1810).
  - Qian Weiqiao, peintre chinois († 1806).

## Décès
- 23 avril ou  4 mai : Andreï Matveïev, peintre russe (° vers 1701),
- 10 mai : Cosmas Damian Asam, peintre allemand  (° 29 septembre 1686),
- 11 mai : Pierre Charles Trémolières, peintre français (° 1703),
- 24 septembre : Peter Johannes Brandl, peintre allemand (° 24 octobre 1668).